# Laboratório HERCULES
O Laboratório HERCULES (HERança CULtural, Estudos e Salvaguarda) é uma unidade de investigação da Universidade de Évora, vocacionada ao estudo e à valorização do património cultural, através de metodologias das ciências dos materiais. Criado em 2009, o HERCULES reúne técnicos e especialistas de várias áreas, tal como bioquímicos, químicos, geólogos, historiadores, conservadores-restauradores e arqueólogos. Publica o E-conservation journal.